# Sattawas Inchareon
Sattawas Inchareon (thailändisch ศตวรรษ อินเจริญ, * 26. Februar 1994) ist ein thailändischer Fußballspieler.

## Karriere
Sattawas Inchareon spielte bis Mitte 2015 beim BBCU FC. Der Verein aus Bangkok spielte in der zweiten Liga des Landes, der Thai Premier League Division 1. Nach der Hinserie 2015 wechselte er zum Ligakonkurrenten Phuket FC nach Phuket. Am Ende der Saison musste er mit Phuket den Weg in die Drittklassigkeit antreten. Wo er 2016 gespielt hat, ist unbekannt. 2017 nahm ihn der Dome FC aus Pathum Thani unter Vertrag. Der Club spielte in der vierten Liga, der Thai League 4, in der Bangkok Region. 2018 verpflichtete ihn der Zweitligist Thai Honda FC. Bei dem Club aus Bangkok spielte er bis Ende 2019. Für Thai Honda absolvierte er 2019 28 Zweitligaspiele. Nachdem Thai Honda Ende 2019 seinen Rückzug aus der Liga bekannt gab, wechselte er zum ebenfalls in der zweiten Liga spielenden Sisaket FC nach Sisaket. Im Juli 2021 wechselte er dann weiter zum Drittligisten Nakhon Si United FC. Mit dem Verein spielte er in der Southern Region der Liga. Am Ende der Saison 2021/22 feierte er mit dem Verein aus Nakhon Si Thammarat die Vizemeisterschaft der Region. Als Vizemeister nahm er an der National Championship der dritten Liga teil. Hier belegte man den dritten Platz und stieg in die zweite Liga auf. Nach dem Aufstieg verließ er den Verein und schloss sich im August 2022 dem Zweitligisten Rayong FC an. Für den Verein aus Rayong bestritt er sieben Zweitligaspiele. Im Dezember 2022 wurde sein Vertrag nicht verlängert.

## Erfolge
Nakhon Si United FC
- Thai League 3 – South: 2021/22 (Vizemeister)
- National Championship: 2021/22 (3. Platz)  ▲